# Zbuntowany klon
Zbuntowany klon (ang. Chameleon) – australijsko-amerykański thriller fantastycznonaukowy z 1998 roku w reżyserii Stuarta Coopera.
Film kręcono w Queensland w Australii. Premiera miała miejsce 22 października 1998 roku.

## Fabuła
W niedalekiej przyszłości – w roku 2028, aby utrzymać pod kontrolą anarchistów władze wykorzystują ludzi takich jak Kam, kobieta-cyborg stworzona metodą inżynierii genetycznej. Posiada umiejętność przemiany dostosowując się do otaczającego ją środowiska – jak kameleon.
Kam odkrywa, że ma dziecko – chłopca, któremu grozi niebezpieczeństwo ze strony władzy. Za wszelką cenę stara się go chronić. Chroniąc go sprawia, że staje się celem dla innych cyborgów. Ucieka z chłopcem z miasta. Spotyka się z rebeliantami żyjącymi na zewnątrz wielkich metropolii i przyłącza się do nich. Teraz walczy przeciwko władzy, która do niedawna była jej sojusznikiem.

## Główne role
- Bobbie Phillips – Kam
- Eric Lloyd – Ghen
- John Adam – Mozser
- Jerome Ehlers – „Maddy” Madison
- Nicholas Bell – Quinn
- Anthony Simcoe – Aede
- Philip Casnoff – Cortez
- Mark Lee – Milo
- Inge Hornstra – Agent Hudson
- Antony Neate – Laz